# ジョン・ウェルシュ (外交官)

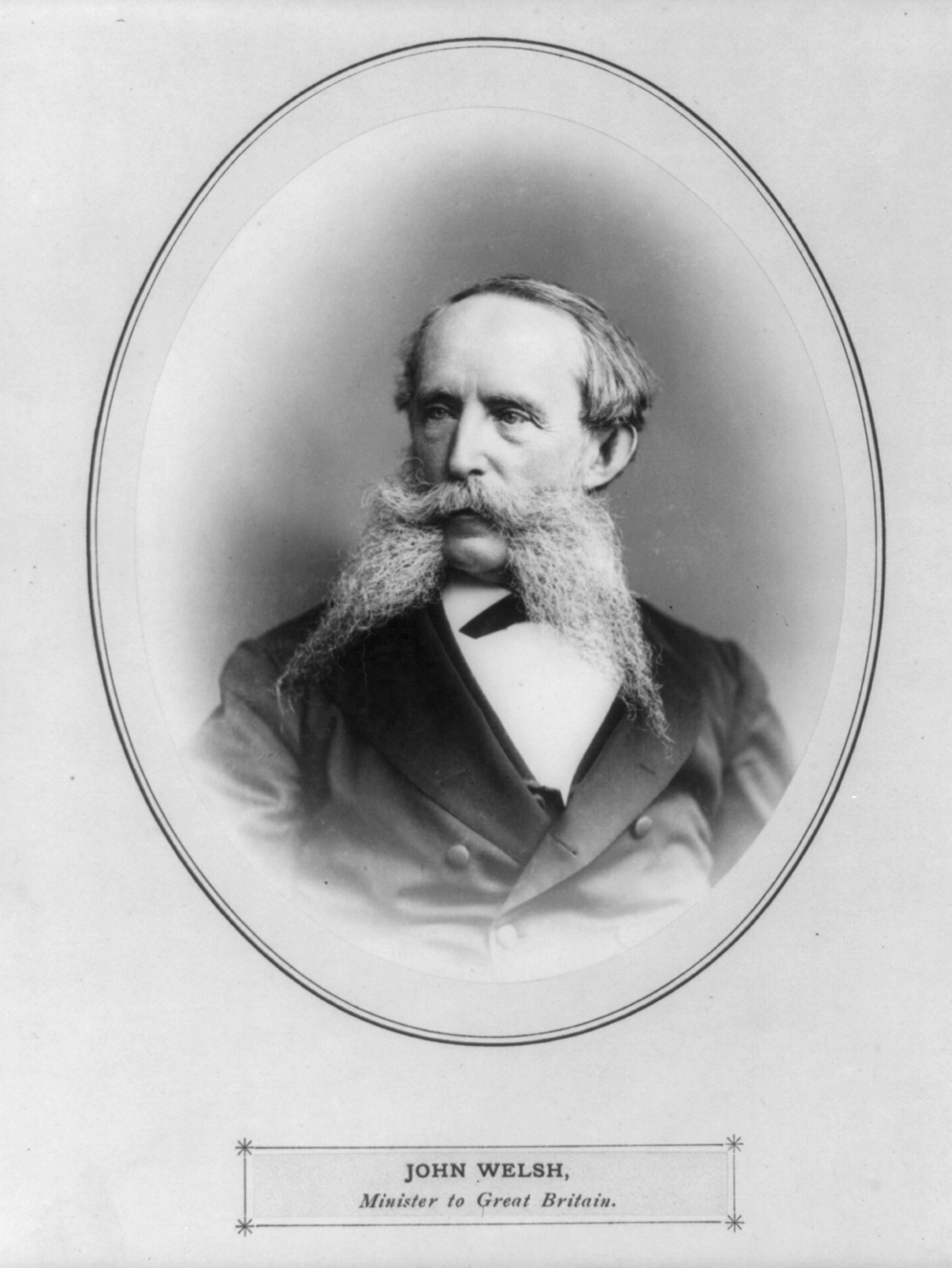
ジョン・ウェルシュ

ジョン・ウェルシュ（John Welsh, 1805年11月9日 - 1886年4月10日）は、アメリカ合衆国の商人、外交官。1877年12月から1879年8月まで駐イギリス公使を務めた。

## 生涯
1805年11月9日、ウェルシュはペンシルベニア州フィラデルフィアにおいて誕生した。ウェルシュは公立学校において初等的な教育のみを受けた。ウェルシュは父親から商人としての教育を受け、商業の知識を補った。最終的には大学へも進学したが、卒業することはできなかった。
1834年、ウェルシュの兄2人は、父親とともに西インド諸島からの輸入会社 S. & W. Welsh を設立した。ウェルシュも共同経営者の1人として参加したが、その経営には強い興味を持たなかった。ウェルシュは織物産業に関心を寄せ、紡織会社 Welsh & Wilcox を設立し共同経営者となった。そして1854年に父親が死去すると、輸入会社 S. & W. Welsh の経営権を完全に兄たちに譲り渡した。
ウェルシュは共和党に参加し、フィラデルフィア市議会議員を数年間務めた。また共和党と民主党の双方から支持を受け、市の減債基金委員会の委員長を20年にわたって務めた。ウェルシュはまた、フェアマウント公園委員会の委員、フィラデルフィア商工会議所の会長、複数の銀行の幹部、ノースペンシルバニア鉄道の社長も務めた。
ウェルシュは市の実力者としてフィラデルフィア万国博覧会を誘致し、財務委員会の委員長として大きな影響力を発揮した。ウェルシュは万国博覧会のために多くの労力をつぎ込み、博覧会を成功裏に終わらせた。フィラデルフィア市民はウェルシュを高く評価した。ウェルシュには市民から5万ドルが贈られたが、ウェルシュはその受け取りを辞退した。ウェルシュは全額をペンシルベニア大学に寄贈した。ペンシルベニア大学はこれを感謝し、大学の建物に記念の銅板を設置した。
ウェルシュは共和党の中で反キャメロン派であった。1877年11月、ラザフォード・ヘイズがウェルシュを駐イギリス公使として指名したとき、親キャメロン派のペンシルベニア州上院議員との間には大きな衝撃が走った。ウェルシュは1877年12月に信任状を奉呈し、1879年8月に召還されるまで公使職を務めた。
ウェルシュは1886年4月10日朝11時ごろ、フィラデルフィアにおいて死去した。ウェルシュの葬儀はセントピーター教会で行われ、遺体はフィラデルフィア市内のローレルヒル墓地に埋葬された。

## 家族
ウェルシュの父親はイングランドからの移民商人ジョン・ウェルシュ (John Welsh, 1770-1854)。母親は17世紀末にイングランドからペンシルベニア植民地に入植した移民の末裔ジェマイマ・マリス (Jemima Maris, 1775-1854) であった。
ウェルシュは1829年4月30日にレベッカ・バス・ミラー (Rebecca Bass Miller, ????-1832) と結婚した。ウェルシュはレベッカとの間に以下の子供をもうけた。
1. アンナ・マリア・ウェルシュ (Anna Maria Welsh, 1830-1914)

ウェルシュはレベッカと死別後、1838年2月6日にメアリー・ロウバー (Mary Lowber, ????-1852) と結婚した。ウェルシュはメアリーとの間に以下の子供をもうけた。
1. エドワード・ロウバー・ウェルシュ (Edward Lowber Welsh, 1839-1859)
2. エリザベス・トウェルズ・ウェルシュ (Elizabeth Twells Welsh, 1840-1930)
3. ジョン・ロウバー・ウェルシュ (John Lowber Welsh, 1842-1904)
4. サミュエル・ウェルシュ (Samuel Welsh, 1843-1893)
5. ウィリアム・ロウバー・ウェルシュ (William Lowber Welsh, 1846-1892)
6. アリス・ウェルシュ (Alice Welsh, 1848-????)
7. エレン・ウェルシュ (Ellen Welsh, 1850-1906)
8. ハーバート・ウェルシュ (Herbert Welsh, 1851-1941)